# Institución Libre de Enseñanza
Institución Libre de Enseñanza (ILE)-  (Wolny Instytut Naukowy) - instytut naukowy założony w Hiszpanii w roku 1876 przez grupę profesorów uniwersyteckich z Francisco Giner de los Ríos na czele. 
Stowarzyszenie za swój główny cel obiera walkę na rzecz prawa do wolności w środowisku akademickim, zainspirowaną poglądami filozofa Karla Chrisitana Friedricha Krause (stworzył nurt zwany „krausizmem” broniący szkolnictwo przed dogmatyzmem).

## Okoliczności powstania
Nowe reformy przyjęte przez ówczesnego premiera Hiszpanii, Antonio Cánovasa w 1875 roku spowodowały niezadowolenie wśród inteligencji. Były to projekty, które wymagały pogodzenia zasad religijnych z państwowymi, a więc dostosowania również i nauki do dogmatów religijnych, politycznych i moralnych, zabijając jednocześnie ideę czystej nauki dążącej do rozwoju intelektualnego. W odpowiedzi Francisco Giner de los Ríos, Gumersindo de Azcárate, Teodoro Sainz Rueda, Nicolás Salmerón i inni założyli nowy, prywatny Instytut nienależący do żadnej religii, szkoły filozoficznej ani partii politycznej, który niedługo potem objawił się jako miejsce współpracy postępowych intelektualistów, wśród których między innym znaleźli się: Joaquín Costa, Augusto González de Linares, Hermenegildo Giner, Federico Rubio.

## Program
Działalność miała na celu usprawnienie państwo drogą nauczania. Zmiany skierowane były w stronę europeizacji, a Instytut stanowił swoistą autostradę, dzięki której do kraju docierały najnowsze idee naukowe i pedagogiczne. Stworzono innowacyjny model szkolnictwa. W zajęciach uczestniczyły osoby w różnym wieku. Cztery miesiące po otwarciu ILE, rozpoczęto wydawanie „BILE” (Biuletynu ILE) w celu rozpowszechniania informacji o aktualnych ruchach intelektualnych na świecie i drogach rozwoju Instytutu. Artykuły publikowało tam wielu sławnych hiszpańskich pisarzy (jak np. Azorín, Bazán, Machado, Jímenez, Unamuno) poruszając tematy dotyczące społeczeństwa, edukacji, polityki, ekonomii, nauki i sztuki współczesnej ich czasom. 

## Skutki
Rząd zwrócił uwagę na działalność Instytutu na początku XX wieku na skutek czego powstało Ministerstwo Szkolnictwa Powszechnego, Museo Pedagógico Nacional (dosł. Państwowe Muzeum Pedagogiczne) i Junta para Ampliación de Estudios (dosł. Rada Rozwoju Nauk) mającą na celu przyznawanie zagranicznych stypendiów, umożliwiających studiowanie w innych państwach. 